# Down II: A Bustle in Your Hedgerow
Albums de Down
NOLA
(1995) Down III: Over the Under
(2007)
Down II : A Bustle in Your Hedgerow est le deuxième album du groupe Down, sorti le 26 mars 2002. Le sous-titre "A Bustle in Your Hedgerow" est emprunté aux paroles de Stairway to Heaven de Led Zeppelin.

## Informations sur l'album
Ce fut le premier album de Down en sept ans depuis la sortie de NOLA, c'est le plus long écart entre les trois albums studio du groupe à ce jour. Down étant un supergroupe, le groupe fait une pause en 1996 afin que les membres puissent se concentrer sur leurs principaux groupes (à savoir Eyehategod, Corrosion Of Conformity, Crowbar et Pantera). Down se reforme en 1999 avec le bassiste de Pantera Rex Brown qui remplace Todd Strange. Le groupe voulait faire un album avec une sensation "bluesy", ils déménagé dans la grange de Phil Anselmo, surnommé la "Nödferatu's Lair", dans le sud de la Louisiane où ils ont vécu et enregistré l'album en 28 jours sans que personne quitte la maison.

## Réception critique
Down II n'a pas reçu les mêmes critiques positives que NOLA. L'auteur de Blabbermouth.net, Borivoj Krgin, a déclaré « Down II contient beaucoup de matières en contredisant la norme établie par les débuts plus classiques offerts par le groupe. ». Toutefois, les critiques britanniques étaient plus enthousiastes, Metal Hammer attribue à l'album une note de 8/10 et Rock Sound déclarant "une expérience avec plus de profondeurs" et lui donne la note de 4/5. Malgré les mauvaises critiques de la presse américaine, l'album a débuté à la 44e place sur le Billboard 200.

### Classement
| Publication  | Pays        | Classement                                                  | Année | Rang |
| ------------ | ----------- | ----------------------------------------------------------- | ----- | ---- |
| Metal Hammer | Royaume-Uni | "Albums de l'année"                                         | 2002  | 4    |
| Kerrang!     | Royaume-Uni | "Albums de l'année"                                         | 2002  | 14   |
| Terrorizer   | Royaume-Uni | "Albums de l'année"                                         | 2002  | 20   |
| Rock Hard    | Allemagne   | "Les 500 plus grands albums Rock & Metal de tous les temps" | 2005  | 319  |

## Pistes de l'album
1. Lysergik Funeral Procession – 3:10
2. There's Something on My Side – 5:21
3. The Man That Follows Hell – 4:33
4. Stained Glass Cross – 3:37
5. Ghosts Along the Mississippi – 5:06
6. Learn From This Mistake – 7:14
7. Beautifully Depressed – 4:53
8. Where I'm Going – 3:11
9. Doobinterlude – 1:50
10. New Orleans Is a Dying Whore – 4:16
11. The Seed – 4:21
12. Lies, I Don't Know What They Say But... – 6:22
13. Flambeaux's Jamming With St. Aug – 0:59
14. Dog Tired – 3:22
15. Landing on the Mountains of Meggido – 7:49